# Mahé (wyspa)
Mahé – największa wyspa archipelagu Seszeli, położona w zachodniej części Oceanu Indyjskiego.

## Charakterystyka
Mahé ma 17 km szerokości i 26 km długości, zajmuje powierzchnię 157,3 km². Wyspa znajduje się na podłożu granitowym i jest górzysta najwyższy szczyt – Morne Seychellois wznosi się na 905 m n.p.m. Wyspa jest objęta ochroną w ramach Parku Narodowego Morne Seychellois. Na północnym wschodzie tejże wyspy znajduje się Port lotniczy Mahé, który został otwarty w 1971. Na południowym zachodzie znajduje się Morski Narodowy Park Baie Ternay, Morski Narodowy Park Port Launay oraz Uniwersytet Seszele. Ok. 90% ludności Seszeli mieszka na Mahé (jej populacja wynosi 77 tys. mieszkańców). Znajduje się tu stolica państwa oraz jego jedyny port – Victoria. Od wschodu są rafy koralowe. Podstawą gospodarki wyspy jest turysta oraz uprawa palmy kokosowej i herbaty.

## Historia
Wyspa została nazwana przez francuskiego gubernatora Mauritiusu. Została pierwszy raz odwiedzona przez Brytyjczyków w 1609 i nie była więcej razy odwiedzana przez Europejczyków aż do 1742 (wyprawa Lazare Picault). Do 1814 wyspa pozostawała kolonią francuską, później należała do Wielkiej Brytanii. W 1976 stała się częścią niepodległych Seszeli.